# Berthemont-les-Bains
Berthemont-les-Bains is een gehucht van de Alpes-Maritimes. Het gehucht behoort administratief tot de gemeente Roquebillière (departement Alpes-Maritimes in de regio Provence-Alpes-Côte d'Azur). Het plaatsje ligt ongeveer 55 km ten noorden van Nice, in het dal van Vésubie.
Het dal is al sinds de Romeinse tijd bekend om zijn radioactief zwavelhoudend water dat met een temperatuur van 30 ° C opwelt.  Het bronwater wordt toegepast om aandoeningen van de luchtwegen, reuma en gewrichtsproblemen te behandelen. Berthemont-les-Bains is het belangrijkste kuuroord van de Côte d'Azur.
In de derde eeuw zou de Romeinse keizerin Salonina Cornelia, vrouw van de Romeinse keizer Gallienus, in Berthemont-les-Bains zijn behandeld.
In de zomer van 1901 verbleven Louis Couperus en zijn vrouw gedurende de maand augustus in Berthemont-les-Bains. Zij wilden de warmte in Nice ontlopen. Couperus logeerde in "Hotel Tarelli" (eigenlijk Hotel Berthemont) en werkte aan het eerste deel van De boeken der kleine zielen.